# Авалон (Пенсільванія)
Авалон (англ. Avalon) — місто (англ. borough) в США, в окрузі Аллегені штату Пенсільванія. Населення — 4762 особи (2020).

## Географія
Авалон розташований за координатами 40°30′4″ пн. ш. 80°4′7″ зх. д. / 40.50111° пн. ш. 80.06861° зх. д. (40.501162, -80.068531).  За даними Бюро перепису населення США в 2010 році місто мало площу 1,79 км², з яких 1,60 км² — суходіл та 0,19 км² — водойми.

## Демографія
Згідно з переписом 2010 року, у селищі мешкало 4705 осіб у 2411 домогосподарстві у складі 1067 родин. Густота населення становила 2631 особа/км².  Було 2729 помешкань (1526/км²).
Расовий склад населення:
| - 87,5 % — білих - 8,7 % — чорних або афроамериканців - 0,5 % — азіатів - 0,4 % — корінних американців |

До двох чи більше рас належало 2,5 %. Частка іспаномовних становила 1,2 % від усіх жителів.
За віковим діапазоном населення розподілялося таким чином: 15,5 % — особи молодші 18 років, 63,9 % — особи у віці 18—64 років, 20,6 % — особи у віці 65 років та старші. Медіана віку мешканця становила 43,1 року. На 100 осіб жіночої статі у селищі припадало 87,3 чоловіків;  на 100 жінок у віці від 18 років та старших — 84,5 чоловіків також старших 18 років.
Середній дохід на одне домашнє господарство  становив 47 723 долари США (медіана — 38 464), а середній дохід на одну сім'ю — 64 289 доларів (медіана — 56 716). Медіана доходів становила 42 679 доларів для чоловіків та 36 480 доларів для жінок. За межею бідності перебувало 9,1 % осіб, у тому числі 10,8 % дітей у віці до 18 років та 8,0 % осіб у віці 65 років та старших.
Цивільне працевлаштоване населення становило 2469 осіб. Основні галузі зайнятості: освіта, охорона здоров'я та соціальна допомога — 31,5 %, науковці, спеціалісти, менеджери — 15,3 %, мистецтво, розваги та відпочинок — 11,5 %, роздрібна торгівля — 9,4 %.